# Pendergrass (Georgia)
Pendergrass ist eine amerikanische Kleinstadt (englisch Town) im Jackson County im Norden des Bundesstaats Georgia. Beim United States Census (Volkszählung) im Jahr 2010 hatte Pendergrass 422 Einwohner, im Jahr 2021 waren es 624.

## Geographie
Pendergrass liegt im Westen des County unmittelbar nördlich des County Seat (Verwaltungssitz) Jefferson an der Route 129. Über diese ist es auch mit Gainesville im Norden und Athens im Süden verbunden. Die 80 km weiter südwestlich gelegene Hauptstadt Atlanta ist über die unweit verlaufende Interstate 85 erreichbar.

## Geschichte
Benannt wurde Pendergrass nach dem Arzt Dr. J. B. Pendergrass, der im 19. Jahrhundert im Jackson County wirkte. Als Town offiziell registriert wurde der Ort am 30. Dezember 1890.